# Abdelhamid Mehri
Abdelhamid Mehri, né le 3 avril 1926 à El Khroub ( wilaya de Constantine) et mort le 30 janvier 2012 à Djasr Kasentina (wilaya d'Alger), est un homme politique algérien, membre du FLN.
Il a été secrétaire général du FLN de 1988 à 1996.

## Biographie
Il s’engage dans les rangs du Parti du peuple algérien (PPA) puis du Mouvement pour le triomphe des libertés démocratiques (MTLD) dans lequel il est membre du comité central.
Arrêté en novembre 1954, il reste en prison jusqu’en avril 1955. Quelques mois plus tard, il est désigné au sein de la délégation extérieure du Front de libération nationale et occupe le poste de membre du Conseil national de la Révolution algérienne, puis celui de membre du Comité de coordination et d'exécution.
À la constitution du Gouvernement provisoire, il occupe le poste de ministre des Affaires nord-africaines dans la première formation et celui de ministre des Affaires sociales et culturelles dans la deuxième.
Il est connu pour le projet qui porte son nom, « le projet Mehri » qui constitue une réponse au projet de de Gaulle.
Il est ensuite secrétaire général du FLN de 1988 à 1996.
En janvier 1992, il s'oppose à l'interruption du processus électoral.
Le 19 janvier 1996, il est évincé de son poste à la faveur d'un coup de force et le parti est repris en main par les partisans du président Liamine Zéroual.
Il meurt à l'âge de 85 ans, le 30 janvier 2012, à l'hôpital militaire de Aïn Naâdja à Djasr Kasentina, dans la banlieue d'Alger.

## Fonctions
- 1958-1960, Ministre des Affaires nord-africaines
- 1960-1961, Ministre des Affaires sociales
- 1979-1980, Ministre de l'Information et de la Culture
- 1984-1988, ambassadeur d'Algérie en France
- 1988-1996, Secrétaire général du FLN
- Directeur de l'École normale de Bouzaréah
- Secrétaire Général du ministère de l’enseignement fondamental et secondaire.1970-1977